# USS Wichita (CA-45)
Pour les autres navires du même nom, voir USS Wichita.
L'USS Wichita (CA-45) est un croiseur lourd de l’US Navy qui servit pendant la Seconde Guerre mondiale.

## La construction

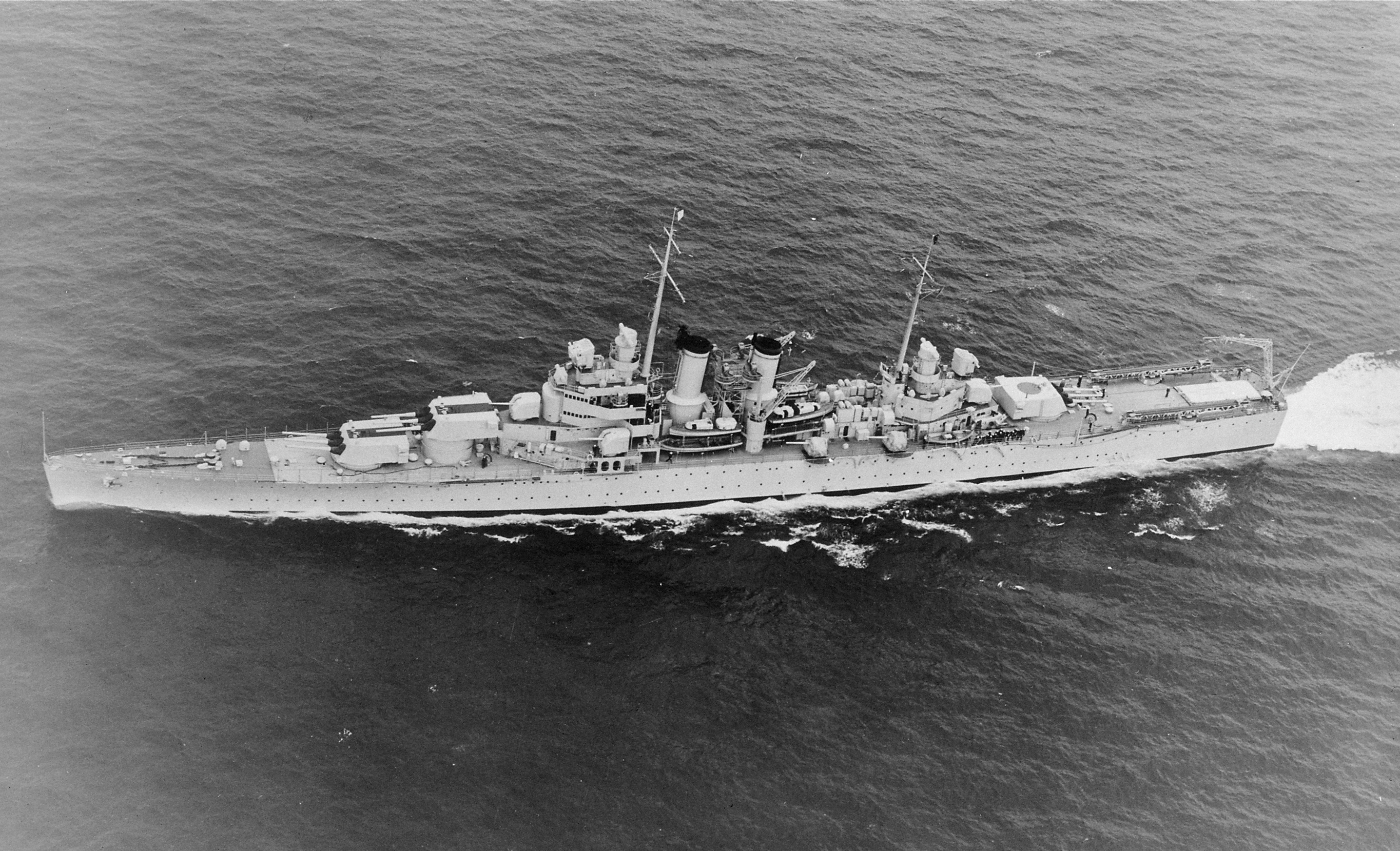
L'USS Wichita dans l'Atlantique en mai 1940, dans sa livrée gris clair d'avant guerre

Sa construction débuta en octobre 1935 sur le Philadelphia Naval Shipyard, il fut mis à l'eau en novembre 1937 et entra en service le 16 février 1939. Il fut le seul de sa classe. Avant l'entrée en guerre des États-Unis, il se rendit en Amérique du sud pour y contrer l'influence allemande et montrer la puissance américaine.

## Son armement
Il disposait d'une artillerie navale de 9 canons de 203 mm, en trois tourelles triples, deux à l'avant et une à l'arrière.

L'artillerie secondaire se composait de 8 canons de 127 mm, long de 38 calibres à double usage: anti-navire et anti-aérien, en quatre tourelles simples et quatre affuts non protégés. Deux des tourelles sont positionnées dans l'axe du navire, l'une à l'avant derrière les deux tourelles triples principales, et l'autre à l'arrière, devant la troisième tourelle triple principale. Les deux autres tourelles sont positionnées sur chaque flanc, au niveau de la passerelle. Les affûts simples sont positionnées deux sur chaque flanc à hauteur des superstructures centrales, juste après les deux cheminées.
 
À la construction, il était aussi doté de 8 mitrailleuses anti-aériennes ainsi que de 4 hydravions. Ceux-ci étaient lancés depuis deux catapultes positionnées à la poupe du navire de chaque côté. Une grue pour leur récupération était positionnée à la poupe, au centre, entre les catapultes.

## La Seconde Guerre mondiale

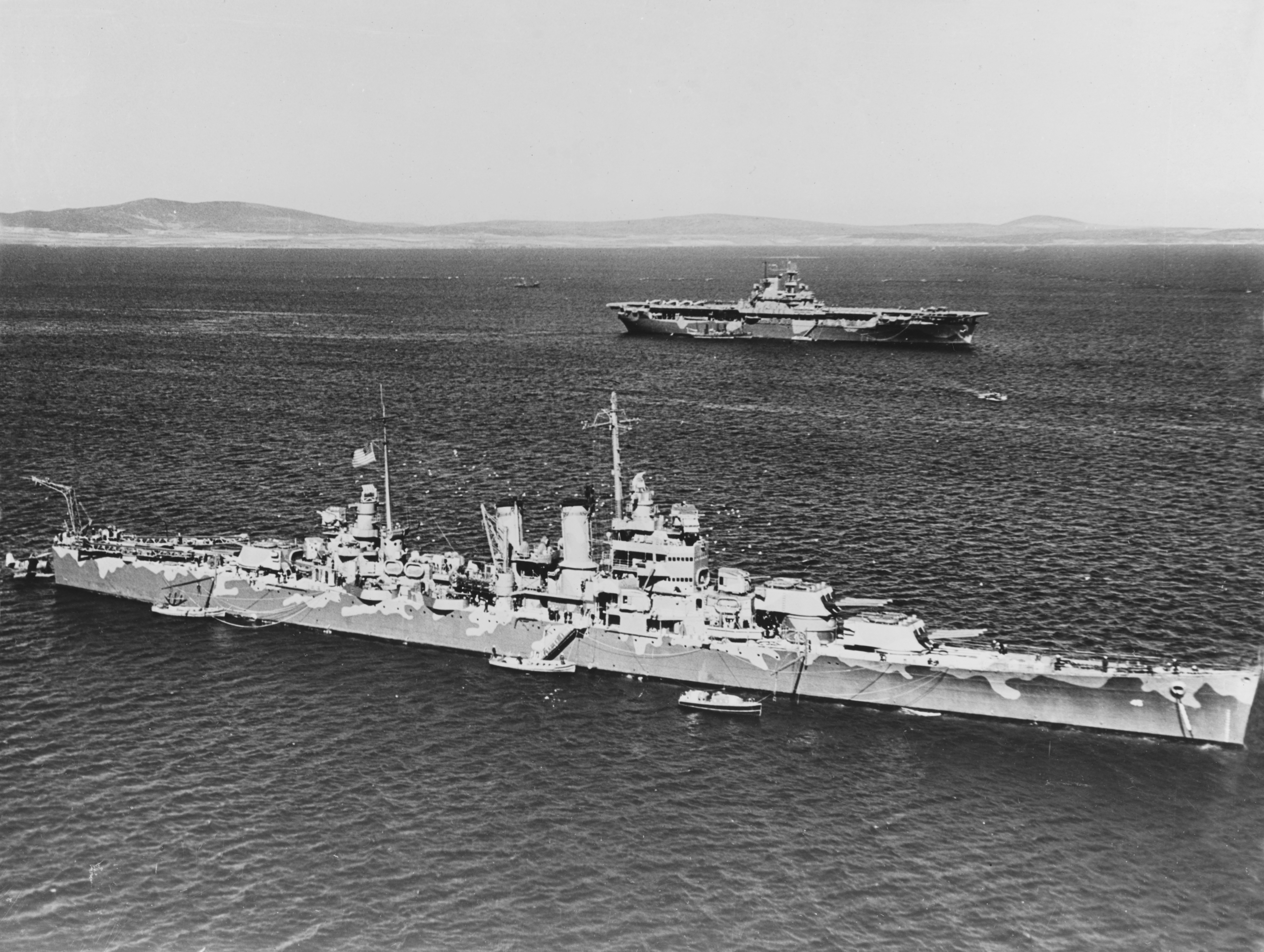
L'USS Wichita (CA-45) à Scapa Flow (Ecosse) en avril 1942. USS Wasp (CV-7) en arriere plan.

Il servit ensuite en Atlantique nord, en protection des convois, notamment le convoi PQ 17 et en procédant à des raids, puis participa au débarquement allié en Afrique du Nord, combattant à cette occasion des navires du régime de Vichy dont le Jean Bart. L'USS Wichita fut ensuite envoyé sur le théâtre du Pacifique et participa à la bataille du golfe de Leyte et à la bataille d'Okinawa. Lors de cette dernière, il fut endommagé le 27 avril 1945 par les tirs de batteries côtières japonaises.
Il fut désarmé en 1947 et mis à la casse en 1959.

## Source
- (en) Cet article est partiellement ou en totalité issu de l’article de Wikipédia en anglais intitulé « USS Wichita (CA-45) » (voir la liste des auteurs).